# Тома I Цариградски
Тома I  је био цариградски патријарх у периоду од 607. до 610. године.
Живео је за време владавине царева Маврикија и Фоке, и за време светих патријараха Јована Постника и Киријака. Запажен је од светог Јована због великог благочешћа и ревности. Он га је увео у чин сакеларија (намесника) Цариградске патријаршије, а по смрти Киријака је изабран за патријарха. 
У његово време десио се један необичан догађај: кад се једном ишла литија с крстовима, крстови су се почели колебати сами од себе и ударати један о други. Зачудио се томе сав народ; и када је патријарх за то сазнао као за истинит догађај, позове Теодора Сикеота, чувенога испосника и прозорљивца молећи га да објасни шта се тим предсказује. Теодор се помолио Богу и рекао патријарху да то означава да ће наступити велика беда и за цркву и за грчко царство због унутрашњих верских и политичких раздора. Хришћани ће сами тући и истребљивати једни друге. Све се то ускоро се и испунило. Тома је молио Теодора да се он помоли Богу за њега, да га Бог узме пре него те беде наступе. "Заповедаш ли, да дођем до тебе, или да се видимо онамо пред Богом?" одговорио је Теодор патријарху, наговештавајући тиме да ће и патријарх и он скоро умрети. И тог истог дана се разболео и преминуо патријарх Тома, а ускоро за њим и свети Теодор. То се десило 610. године.
Православна црква слави патријарха Тому 21. марта по црквеном, а 3. априла по грегоријанском календару.